# Вне закона (фильм, 1983)
«Вне закона» или «Человек за гранью» (фр. Le Marginal) — французский кинофильм с Жан-Полем Бельмондо в главной роли.

## Сюжет
Успешного комиссара полиции Филиппа Жордана (Жан-Поль Бельмондо) направляют из Парижа в Марсель для борьбы с наркомафией. Стиль работы комиссара заключается в использовании часто незаконных методов, что хотя и эффективно, но вызывает непонимание у его нового начальства. Так, когда он на вертолёте догоняет лодку наркодилеров, ушедшую от погони патрульного катера, то закрывает их в каюте и просто топит в море весь героин.
В разговоре с адвокатом наркобарона Микаччи (Генри Сильва) Жордан ведёт себя нагло, и это ему дорого обходится — люди Микаччи подбрасывают в квартиру комиссара труп одного из осведомителей. Преступники добились своего — Жордана снова переводят в Париж в районный комиссариат Монмартра, где ему предлагают ловить уличных проституток и мелких воришек. В Париже он пытается выйти на наркосеть Микаччи, используя свои связи в криминальном мире.
Инспектор Рожански (Пьер Вернье), друг Жордана, тоже раньше охотился на Микаччи: когда-то он почти взял наркобарона, но его подставили — подбросили ему в ящик стола конверт с деньгами. Рожански и Жордан едут на квартиру «матушки Кемаль», которая работает на Микаччи и у которой остановились три турка, провёзшие в желудке пакеты с героином. Жордан их арестовывает, но на следующий день их освобождает Менсур, советник посольства Турции, и шеф комиссариата приказывает прекратить Жордану это расследование.
Жордан ищет человека по кличке «Фредди Химик» (Мишель Робен), который занимался очисткой наркотиков, но в гей-клубе, где последний бывал, он его не находит. На обратном пути комиссар встречает девушку-проститутку Ливию-Марию Долорес (Мария Карлос Сотто Майор), которую допрашивал его коллега, и проводит с ней ночь.
На следующий день Жордана вызывают в тюрьму к заключённому по кличке Дядюшка («Тон-Тон» во французском оригинале). Тон-Тон просит комиссара вызволить из притона его шестнадцатилетнюю дочь Катрин, которую подсадили на иглу, сделав наркоманкой и проституткой. Заключённый сообщает Жордану, где найти Фредди Химика, а вечером полицейский успешно вызволяет девушку из заброшенного дома, ставшего притоном.
После разговора с Альфредом комиссар выколачивает из своего знакомого 150 000 франков, которые запросил Альфред, и Химик собирается уехать, но его убивают люди Микаччи во время встречи с Жорданом на вокзале. Одного из них, Марка Вилла, комиссар задерживает и доставляет в комиссариат. После этого он идёт на встречу с Ливией, которую находит со следами издевательств на спине, и успешно расправляется с её обидчиками.
Когда люди Микаччи убивают давнишнего друга Жордана — Франсиса, комиссар преследует убийц на бронированном спортивном автомобиле и тараня, убивает их. Шеф комиссариата в ярости, но когда приходит Жордан, видно, что это его не очень тревожит. Боясь приступов из-за ломки, Марк Вилла дал показания. Жордан был под наблюдением, он должен был вывести на Альфреда, приговорённого Микаччи к смерти. Ещё Вилла выдает информацию про Антонио Бальди, мастера по устранению свидетелей.
Когда Жордану звонит Бальди с предложением поехать к Микаччи для разговора, комиссар догадывается, что наркобарон дал приказ на его устранение. Он едет с Бальди, во время остановки приковывает его наручниками к рулю машины и забирает у него автоматический пистолет Beretta 93R. Наёмные убийцы, полагая, что в машине сидит комиссар, расстреливают его, но Жордан расстреливает их в ответ.
Комиссар идёт в клуб к наркобарону и убивает его из пистолета, забранного у Бальди. Вернувшись в комиссариат, Жордан узнает от Рожански, что убийство Микаччи сочли очередной криминальной разборкой.

## В ролях
- Жан-Поль Бельмондо — комиссар Жордан
- Генри Сильва — наркобарон Микаччи
- Мария Карлос Сотто Майор — Ливия-Мария Долорес
- Пьер Вернье — инспектор Рожанский
- Морис Борье — Дядюшка
- Клод Броссе — Антонио Бальди
- Чеки Карио — Франсис, друг Жордана
- Роже Дюма — инспектор Симон
- Мишель Робен — Фредди Химик
- Жак Мори — адвокат

## Роли дублировали
Фильм дублирован на киностудии имени М. Горького в 1991 году.
- Режиссёр дубляжа и автор литературного перевода: Виктория Чаева.
- Звукооператор: Михаил Галудзин.
- Редактор: Лариса Железнова.

Роли озвучивали:
- Николай Караченцов — Жан-Поль Бельмондо
- Николай Пеньков — Генри Сильва
- Янина Лисовская — Мария Карлос Сотто Майор
- Алексей Инжеватов — Пьер Вернье
- Рудольф Панков — Морис Борье
- Юрий Саранцев — Клод Броссе
- Владимир Герасимов — Чеки Карио
- Игорь Ясулович — Жак Мори
- Всеволод Абдулов
- Александр Рахленко — Жак Давид
- Вадим Андреев — Габриэль Каттан
- Александр Рыжков — Дидье Совегран
- Олег Голубицкий — Мишель Робен